# Cnaphalocrocis grisealis
Cnaphalocrocis grisealis là một loài bướm đêm trong họ Crambidae.